# رايت تومسون
رايت تومسون (بالإنجليزية: Wright Thompson)‏ هو صحفي أمريكي، ولد في 9 سبتمبر 1976 في كلاركسديل في الولايات المتحدة.